# Opioide

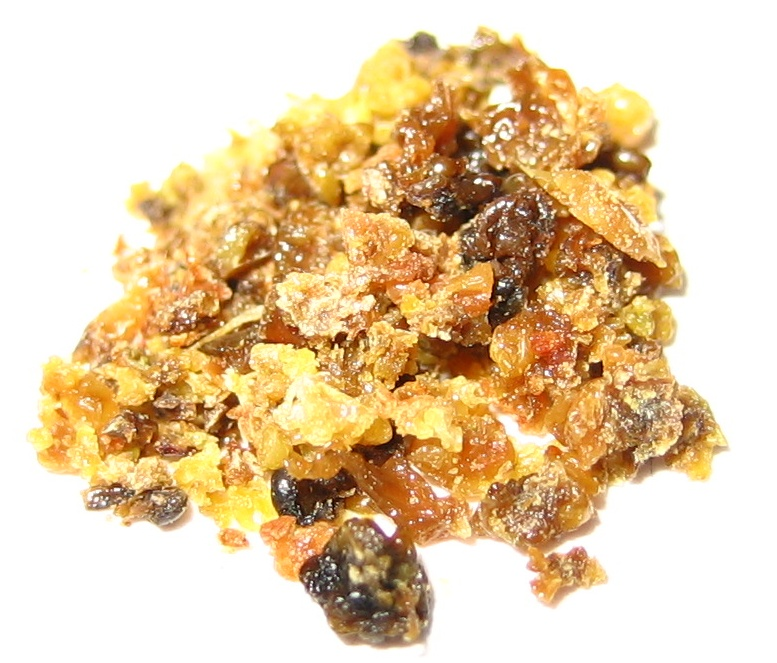
Opi cru, d'on deriven la majoria dels opiacis.

Un opioide és un compost que té una activitat semblant a la de l'opi. Sovint es fa servir com a sinònim d'opiaci, però els dos termes no són pas intercanviables. Ambdós tipus d'agents s'uneixen a receptors opioides situats principalment al sistema nerviós central i en el tracte gastrointestinal. Hi ha tres grans classes d'opioids: pèptids opioides endògens, produïts en el cos; opiacis derivats de l'opi, com ara morfina (l'opiaci prototípic) i codeïna, o bé opiacis semi-sintètics, com ara l'heroïna, i opiioides completament sintètics, com ara petidina i metadona, que tenen una estructura no relacionada amb els alcaloides de l'opi.
Encara que el terme opiaci és freqüentment utilitzat per referir-se a totes les drogues similars a l'opi, és més apropiat limitar el seu abast als alcaloides naturals de l'opi i els seus derivats semi-sintètics.
Els opioides es recepten freqüentment per les seves propietats efectives analgèsiques d'alleujar el dolor.

## Farmacologia
| Medicament   | Potència relativa | Fracció no ionitzada | Unió a proteïnes | Solubilitat lipídica |
| ------------ | ----------------- | -------------------- | ---------------- | -------------------- |
| Morfina      | 1                 | ++                   | ++               | ++                   |
| Petidina     | 0.1               | +                    | ++               |                      |
| Hidromorfona | 10                |                      |                  |                      |
| Alfentanil   | 10-25             | ++++                 | ++++             | +++                  |
| Fentanil     | 75-125            | +                    | +++              | ++++                 |
| Remifentanil | 250               | +++                  | +++              | ++                   |
| Sufentanil   | 500-1000          | ++                   | ++++             | ++++                 |
| Etorfina     | 1000-3000         |                      |                  |                      |

Els opioides s'uneixen a receptors opioides específics en el sistema nerviós i altres teixits. Existeixen tres classes principals de receptors opioides: μ, κ, i δ (mu, kappa i delta), encara que s'han descrit més de disset, incloent els receptors ε, ι, λ, i ζ (èpsilon, iota, lambda i zeta). Per contra, els receptors σ (Sigma) actualment no són considerats com opioides causa que la seva activació no està reservada a agonista invers de l'opioide naloxona, no mostren alta afinitat pels opioides clàssics, i són estereoselectivos per als isòmers dextro-rotatoris, mentre que els altres receptors opioides són estereoselectivos per isòmers levorrotatorios.
A més, hi ha tres subtipus de receptors μ: μ  1  i μ  2 , i el recentment descobert μ  3 . Un altre receptor d'importància clínica és el receptor similar a receptors opioides 1 (ORL1), el qual està relacionat amb les respostes del dolor i el desenvolupament de tolerància als agonistes opioides μ usats com analgèsics. Són tots ells receptors lligats a proteïna Gi/o els quals inhibeixen la adenilatociclasa i disminueixen la producció d'AMPc, a més promouen l'obertura de canals de potassi i el tancament de canals de Calci presinàptics, totes aquestes accions en conjunt disminueixen l'excitabilitat neuronal.

## Opioides a la clínica
Els medicaments que pertanyen a aquesta classe (també coneguts com a narcòtics) inclouen la morfina, la codeïna (metilmorfina) i l'heroïna (diacetilmorfina). L'heroïna és d'aquestes tres la que té major afinitat pels receptors endorfínics, pel que és més potent que la morfina, però, va entrar ràpidament en desús en la pràctica mèdica, per tenir un perfil de seguretat molt desavantatjós i pel seu major potencial d'abús. La morfina s'utilitza sovint com analgèsic per alleujar el dolor intens després de la cirurgia o el dolor oncològic intens. La codeïna, per ser menys eficaç que la morfina, s'utilitza per dolors menys aguts. Altres exemples d'opioides que es recepten per alleujar el dolor inclouen buprenorfina, oxicodona (OxyContin), propoxifeno (Darvon), hidrocodona (Vicodin) i hidromorfona (Dilaudid), així com la petidina (Demerol) que s'usa menys a causa dels seus efectes secundaris. A més de les seves propietats analgèsiques, algunes d'aquestes drogues, per exemple, la codeïna i el difenoxilato (Lomotil), poden ser utilitzades per alleujar la tos i la diarrea.
Els derivats mòrfics: Fentanil, Alfentanil, Sulfentanil són potents analgèsics que s'utilitzen durant la cirurgia. Actualment existeix el remifentanil (Laboratori Dr Gray), que és un potent opioid de vida mitjana molt curta, que es fa servir cada vegada més en actes anestèsics. En veterinària són utilitzats la etorfina, el carfentanil i el tiafentanil, especialment en espècies de fauna silvestre i de zoològic, tots ells reversibles amb naltrexona, diprenorfina o naloxona, l'ús d'aquests fàrmacs en aquest tipus d'animals es justifica perquè la reversió s'aconsegueix en escassos minuts i amb una gran seguretat per l'animal i les persones que realitzen el procediment.
| « | Els analgèsics opioides són un grup de fàrmacs que tenen gran activitat analgèsica, intervinguda per l'activació de receptors específics en el sistema nerviós central i perifèric, que són derivats naturals de l'opi, o bé derivats semisintètics o anàlegs sintètics amb moltes característiques en comú. | » |

Antigament els opioides van rebre altres denominacions:
- Hipnoanalgèsics: (Hipnos = son) i analgèsics narcòtics (narcos = estupor) per la seva capacitat de generar son o estupor.

- Opiacis: per agrupar aquells fàrmacs derivats naturals i semisintètics de l'opi i endorfines, com un terme genèric que involucra les tres famílies de pèptids endògens.

| « | Avui es considera que el terme opioides és molt més ample, incloent a tots els agonistes i antagonistes amb una activitat morfinosímil, endògens o exògens, siguin aquests naturals, semisintètics o sintètics | » |

## Història
El coneixement dels efectes de l'opi i el seu ús amb finalitats terapèutiques, es remunta temps enrere, ja que les dades més clars tenen lloc a partir dels segles iii i iv abans de Crist: Hipòcrates (460 -366 aC) es refereix a les seves propietats analgèsiques amb el lema  "Divinum opus est sedare dolors".
Es va considerar com una medicació gairebé miraculosa, arribant Paracels a considerar-la "pedra de la immortalitat".
El 1660, Thomas Sydenham va elaborar la tintura d'opi que porta el seu nom (làudan de Sydenham), encunyant la cèlebre frase:  "entre els remeis que Déu totpoderós s'ha dignat donar a l'home per alleujar les seves sofriments, cap és tan universal i eficaç com l'opi ".
Però el desenvolupament més significatiu en la història de l'ús de l'opi, va esdevenir quan el 1803, FW Sertümer - químic alemany - aconsegueix aïllar l'alcaloide principal de l'opi, denominant morfina en relació amb Morfeu, el mitològic Déu dels somnis.
A partir d'aquest descobriment, ràpidament van esdevenir altres: la codeïna el 1832 per Robiquet, la papaverina per Merck el 1848. Comença llavors a partir d'allí a difondre al món mèdic l'ús dels alcaloides purs en reemplaçament dels preparats de l'opi.
Exemples
- Carfentanil
- Dihidrocodeïna
- Hidromorfona
- Morfina
- Oximorfona
- Sufentanil

Als Estats Units d'Amèrica de la entre 1999 i la dècada del 2010 va haver un problema d'addiccions i morts per sobredosi pel consum en excés.

## Trastorn per l’ús d’opioides[10]
Els opioides produeixen alts nivells de reforç positiu, augmentant les probabilitats que la gent continuï utilitzant-los malgrat les conseqüències negatives resultants. El trastorn per consum d'opioides és un trastorn crònic de tota la vida, amb greus conseqüències potencials com ara discapacitat, recaigudes i mort. El Manual de diagnòstic i estadística dels trastorns mentals, en la seva 5a edició, descriu el trastorn per ús d’opioides com un patró problemàtic d’ús d’opioides que condueix a problemes o angoixa, amb presència d'almenys dos dels següents criteris, en un període de 12 mesos:
1. Prendre quantitats més grans o prendre medicaments durant un període més llarg del previst.
2. Desig persistent o esforços fallits per reduir o controlar l’ús d’opioides.
3. Passar molt de temps obtenint o utilitzant l’opioide o recuperant-ne els efectes.
4. Desig, o un fort desig o ganes d’utilitzar opioides
5. Problemes per complir obligacions a la feina, a l'escola o a casa.
6. Continuació de l’ús d’opioides tot i tenir problemes socials o interpersonals recurrents.
7. Renunciar o reduir les activitats a causa de l’ús d’opioides.
8. Utilització d’opioides en situacions de perill físic.
9. Continuació de l’ús d’opioides malgrat els problemes físics o psicològics en curs que probablement haurien estat causats o empitjorats pels opioides.
10. Tolerància (és a dir, necessitat d’augmentar les quantitats o disminuir l'efecte amb l’ús continuat de la mateixa quantitat)
11. Experimentar l’abstinència (síndrome d’abstinència d’opioides) o prendre opioides (o una substància estretament relacionada) per alleujar o evitar els símptomes d’abstinència.

Tot i que el trastorn per consum d’opioides és similar a altres trastorns per consum de substàncies en molts aspectes, té diverses característiques úniques. Els opioides poden provocar dependència física en poc temps, tan sols entre 4 i 8 setmanes. En usuaris crònics, l’aturada brusca d’opioides comporta símptomes greus, inclosos dolor generalitzat, calfreds, rampes, diarrea, pupil·les dilatades, inquietud, ansietat, nàusees, vòmits, insomni i desitjos molt intensos. Com que aquests símptomes són greus, es crea una motivació significativa per continuar utilitzant opioides per evitar la retirada.